# Melinis ascendens
Melinis ascendens är en gräsart som beskrevs av Carl Christian Mez. Melinis ascendens ingår i släktet Melinis och familjen gräs. Inga underarter finns listade i Catalogue of Life.